# Nazareth (banda)
Nazareth es una banda escocesa de rock formada en Dunfermline en 1968, de los restos de un grupo local llamado The Shadettes, por Dan McCafferty, Manny Charlton, Pete Agnew y Darrell Sweet.
Tras más de cincuenta años de su formación, se trata de una de las bandas británicas más reconocidas en el campo del hard rock de la década de 1970.
El grupo lo integran actualmente Pete Agnew (bajista fundador), Carl Sentance (vocalista), Jimmy Murrison (guitarra) y Lee Agnew (hijo de Pete Agnew, batería que sustituye al fallecido Darrell Sweet, quien murió en 1999). 
El grupo ha vendido millones de discos en todo el mundo gracias a temas como "Love Hurts", "Hair of the Dog", "Dream on", "Telegram", "Ligthing Strikes", "Broken Down Angel", "Star", "Shanghai'd in Shanghai" y "Razamanaz".

## Legado
Nazareth es considerada una de las bandas procreadoras de la música heavy metal, junto a nombres como Black Sabbath, Led Zeppelin, Blue Cheer, Scorpions, y Deep Purple, entre otros.
Su música tuvo gran influencia para músicos y bandas como Axl Rose, cantante de Guns N' Roses, James Hetfield de Metallica, Iron Maiden, Kix, Slayer y Heavy Metal Kids.
De sus numerosos discos editados cabe destacar Razamanaz el primer gran disco de la banda, Loud 'n' Proud, de 1974 y Hair of the Dog, de 1975, considerado por muchos como su obra maestra, y uno de los mejores trabajos de hard rock de la década de los 70.
Durante los 80 Nazareth editó álbumes como 2xS, Sound Elixir o Cinema, que mantienen su clásico sonido pesado de los 70, aunque con toques pop y AOR.
El estilo de Nazareth ha sido imitado por muchos grupos posteriores de metal y hard rock, siendo también parte de la influencia de nuevos géneros del metal como el "glam", "thrash", "progresivo" y la "NWOBHM".
Entre las bandas que han nombrado a Nazareth como influencia destacan Scorpions, Metallica, W.A.S.P., Anthrax, Kix, Autograph, Iron Maiden, Motley Crue, Diamond Head, Ratt, Blind Guardian, Megadeth, Slayer, Loudness, Silverchair, Praying Mantis, Whitesnake, Britny Fox, Quiet Riot, Winger, Mastodon, System of a Down, Korn, Celtic Frost, Mudvayne, etc.
El vocalista de la banda de metal progresivo Tool, Maynard James Keenan, menciona lo siguiente sobre la banda Nazareth, y por qué es parte de la influencia y nacimiento del  heavy metal.

Nazareth ha tenido tanta influencia en el desarrollo de la música heavy metal como para ser una fuerza definitoria del género. El grupo tomó el sonido hard rock y pop de bandas de finales de los años 1960 como Scorpions, Blue Cheer y Vanilla Fudge llevándolo a su conclusión lógica, ralentizando el tempo, acentuando el bajo y poniendo especial énfasis en desgarradores y veloces solos de guitarra y voces aulladoras llenas de letras que expresan angustias mentales y fantasías. Mientras que sus predecesores claramente provenían de una tradición de blues eléctrico, Nazareth encaminó esa tradición en una nueva dirección, y al hacerlo ayudaba a dar a luz a un estilo musical que continuó atrayendo a millones de seguidores en las décadas siguientes.

## Miembros

### Actuales
- Pete Agnew, bajo y coros (1968-presente)
- Jimmy Murrison, guitarra (1995-presente)
- Lee Agnew, batería (1999-presente)
- Carl Sentance, voz (2015-presente)

### Antiguos
- Dan McCafferty, voz y gaita (1968-2013) fallecido
- Manny Charlton, guitarra (1968-1990)
- Darrell Sweet, batería (1971-1999) fallecido
- Billy Rankin, guitarra y coros (1980-1984, 1990-1995)
- Ronnie Leahy, teclados (1994-1999)
- Zal Cleminson, guitarra (1978-1980
- John Locke, teclado y percusión (1980-1982) fallecido

## Discografía
Álbumes de estudio
- Nazareth (1971)
- Exercises (1972)
- Razamanaz (1973)
- Loud 'n' Proud (1973)
- Rampant (1974)
- Hair of the Dog (1975)
- Close Enough for Rock 'n' Roll' (1976)
- Play 'n' the Game (1976)
- Expect No Mercy (1977)
- No Mean City (1979)
- Malice in Wonderland (1980)
- The Fool Circle (1981)
- 2XS (1982)
- Sound Elixir (1983)
- The Catch (1984)
- Cinema (1986)
- Snakes 'n' Ladders (1989)
- No Jive (1991)
- Move Me (1994)
- Boogaloo (1998)
- The Newz (2008)
- Big Dogz (2011)
- Rock 'n' Roll Telephone (2014)
- Tattoed on My Brain (2018)
- Surviving the Law (2022)

Álbumes en directo
- Snaz
- BBC Radio 1 Live in Concert (1991)
- Live at the Beeb (1998)
- Back to the Trenches (2001)
- Homecoming (2002)
- Alive & Kicking (2003)
- The River Sessions Live 1981 (2004)
- Live in Brazil (2007)

Sencillos
- "Morning Dew" / "Spinning Top" (1972)
- "I Will Not Be Led" / "If You See My Baby" (1972)
- "Fool About You" / "Love, Now You're Gone" (1972)
- "Bad Bad Boy" / "Hard Living" (1973)
- "Love Hurts" / "Down" (1975)